# Vitrine (meuble)

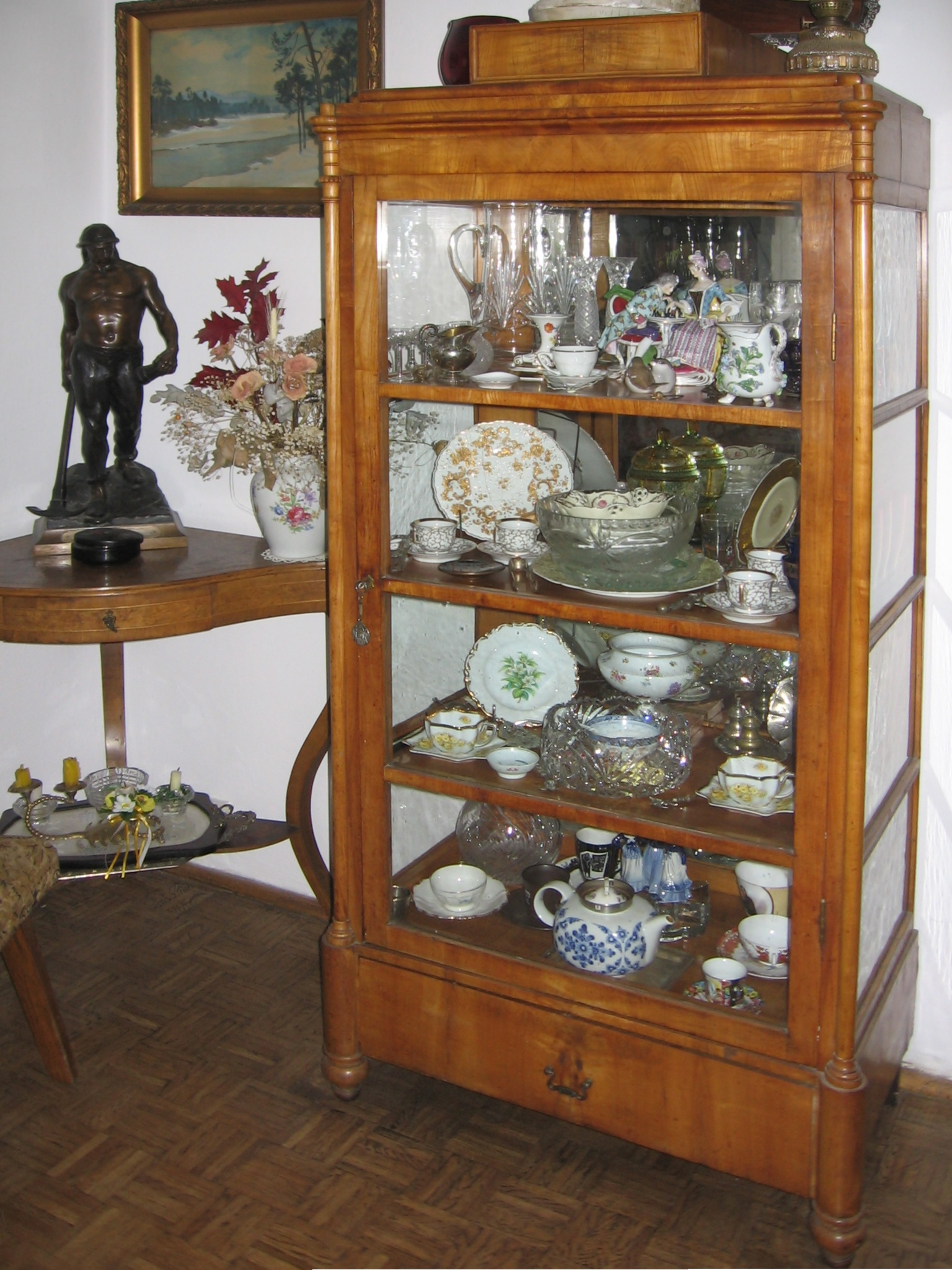
Meuble vitrine.

Une vitrine ou meuble vitrine est un meuble caractérisé par la surface vitrée de ses parois afin de laisser voir ce qu'il contient.
Le meuble vitrine fait son apparition pendant le règne de Louis XVI (1754-1793) sous l’aspect d’une petite armoire, très sobre et dont les portes vitrées laissent apparaître les bibelots qui y sont exposés et dont la mise en valeur est accentuée par une ornementation très discrète. De petits modèles sont fabriqués pour être posés sur une commode.
Le meuble vitrine ou meuble vitré a donné lieu à la création d'une grande diversité de meubles d’appartement, généralement de dimensions modestes, avec deux portes vitrées derrière lesquelles une série d’objets d’une même nature est exposée à la vue de tous :
- argentier pour l’argenterie,
- vaisselier pour la vaisselle et bibelots,
- bibliothèque pour les livres,
- meuble bar et cave à vin,
- partie vitrée d’un meuble de salle de séjour (bahut),
- partie vitrée d’élément haut de meuble en enfilade d’une cuisine,
- meuble bas sous poste de télévision,
- collections diverses : miniatures, armes, etc.musée scolaire,
- élément de présentation dans un musée, dans une école,
- meubles vitrines ou vitrine réfrigérée de magasin.

## Argentier (meuble)
Pour les articles homonymes, voir Argentier.
L’argentier est un meuble vitrine où sont exposés l’argenterie et autres objets précieux. Il se présente généralement sous la forme d’une petite armoire dont le style varie en fonction de l’époque et qui comporte deux portes vitrées à l’avant et des parois latérales également vitrées.
À l’origine, l’argenterie était à charge de l’argentier qui était le métier de celui qui avait la charge des monnaies et objets précieux appartenant au seigneur. À l’époque actuelle, l’argentier ne sert plus tant à exposer sa richesse mais plutôt quelques collections d’objets rares ou à caractère sentimental.

## Vaisselier
Un vaisselier est un meuble vitrine se composant, en sa partie haute, d'étagères sur lesquelles sont exposées les vaisselles de table ; assiettes, verres, carafes, etc.
Dans les cuisines modernes, dites cuisines incorporées, avec les éléments en enfilade, certaines parties supérieures ont leurs portes vitrées (translucides ou opaques) laissant apparaître leur contenu.

## Bibliothèque (meuble)
Le meuble bibliothèque fait son apparition à partir de 1750, et se présente à cette époque comme un meuble à deux corps : une partie basse fermée par deux vantaux plein où sont exposés les gros volumes et une partie haute avec deux portes vitrées qui laissent apparaître les plus beaux et riches ouvrages.

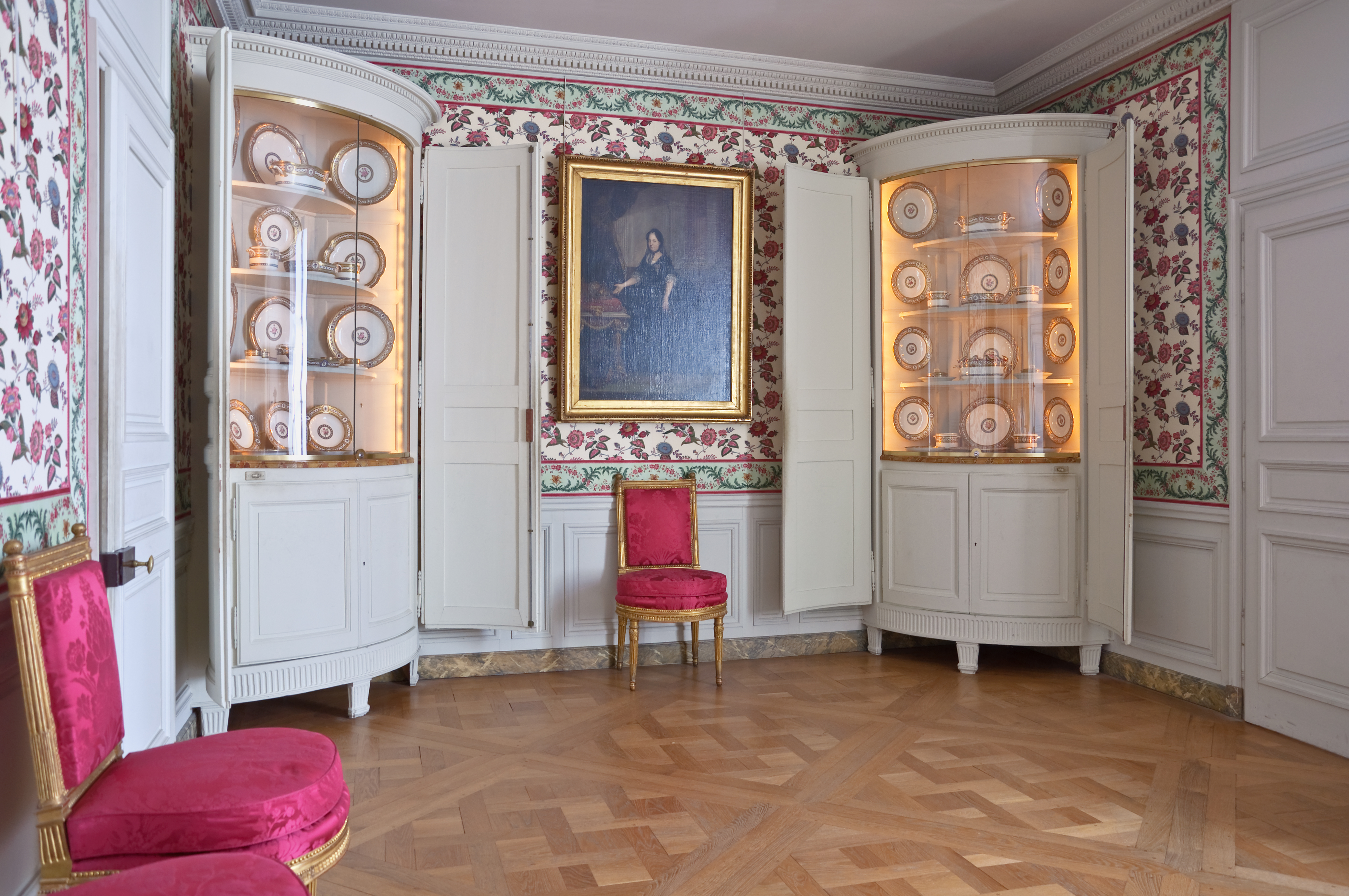
Vaisselier d’angle à Versailles.
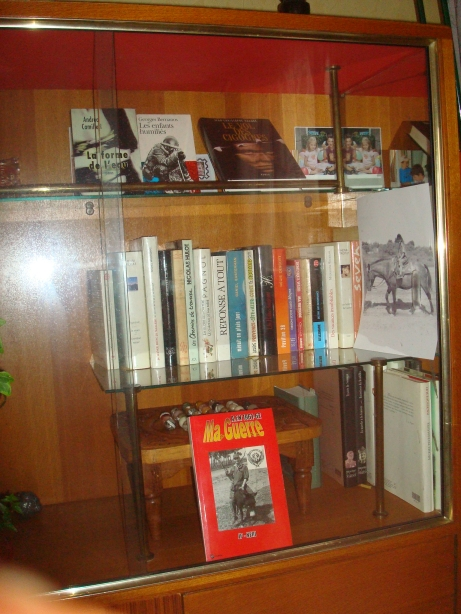
Vitrine bibliothèque.
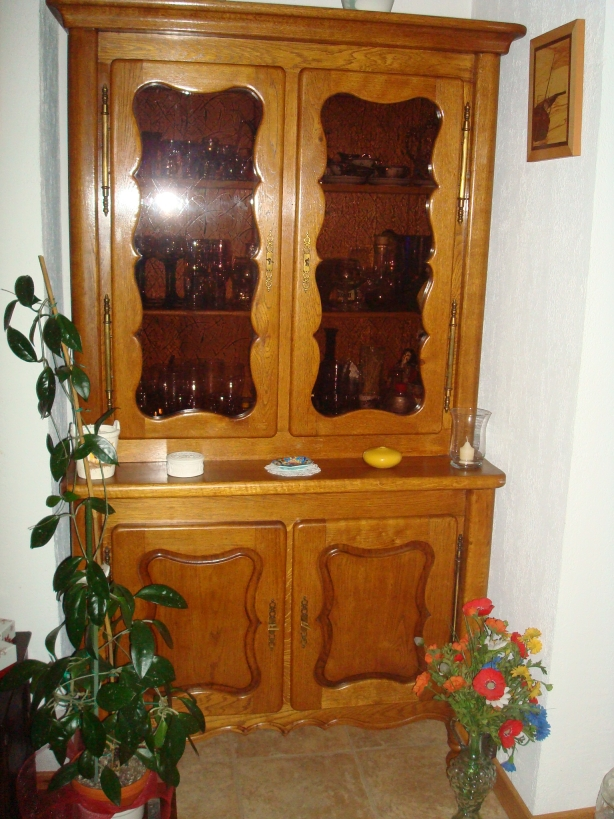
Vitrine de meuble bar.
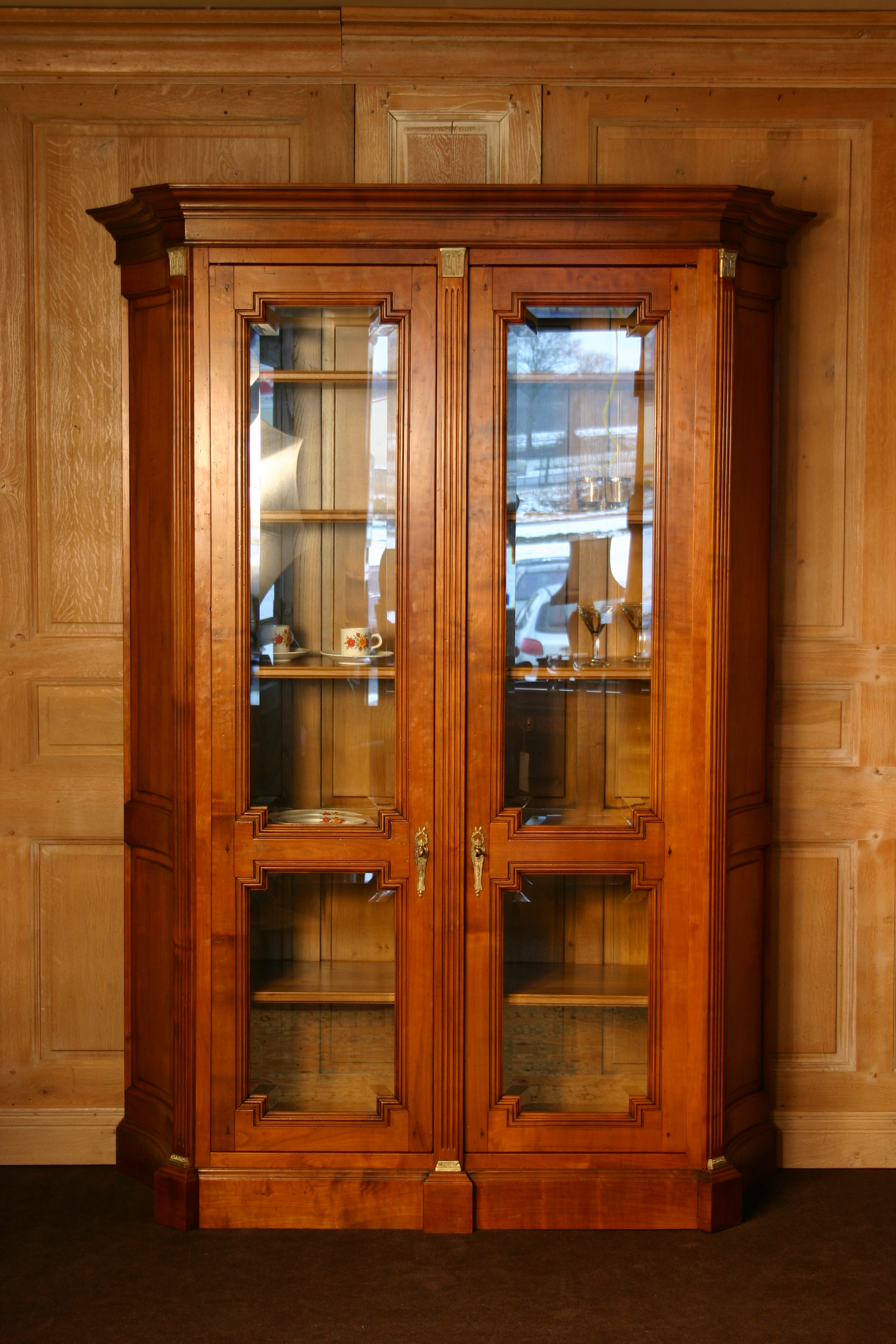
Argentier de style Louis XVI, réplique d'un modèle ancien.
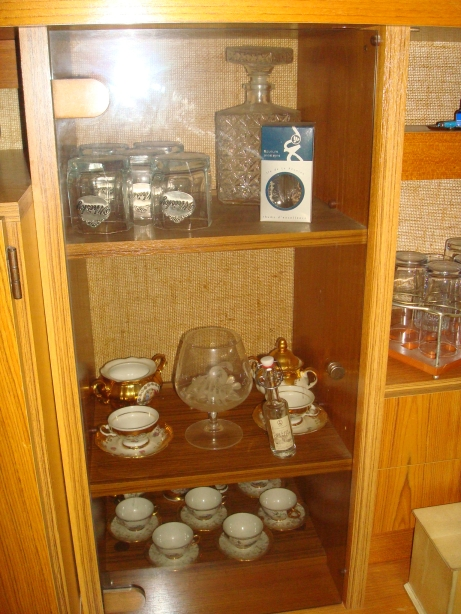
Vitrine de bahut (salle de séjour).
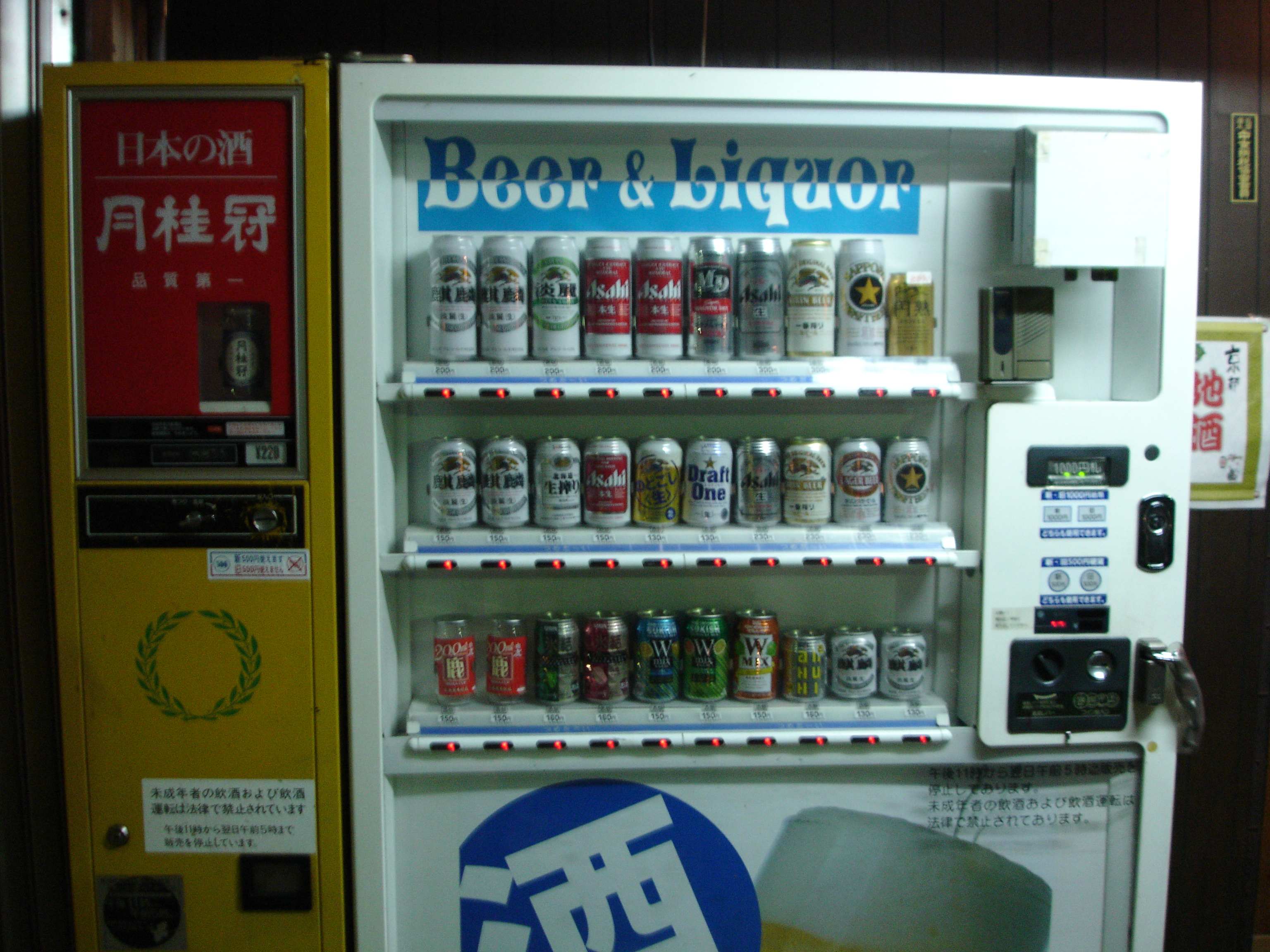
Un distributeur automatique.
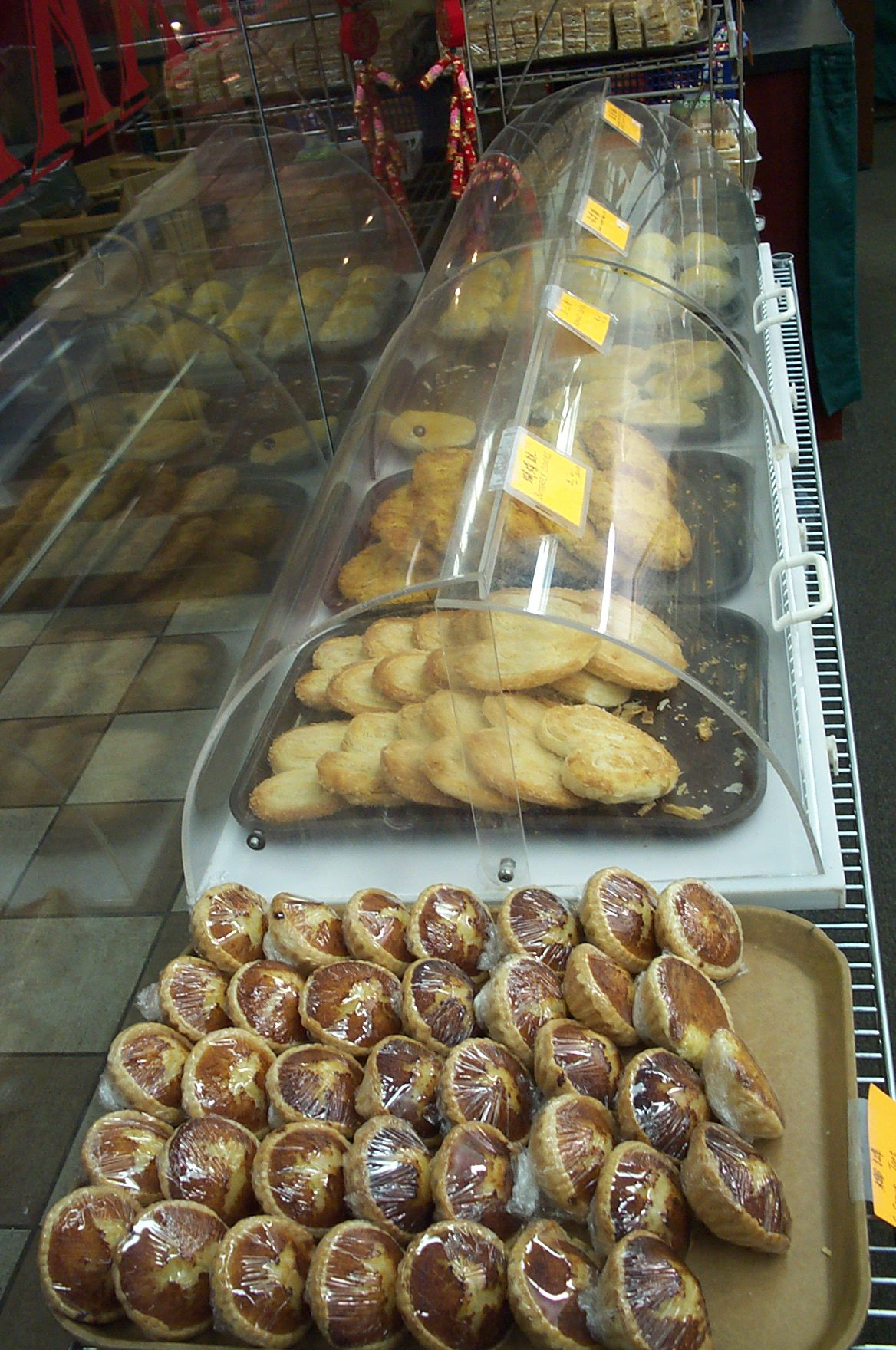
Vitrine réfrigérée de magasin.
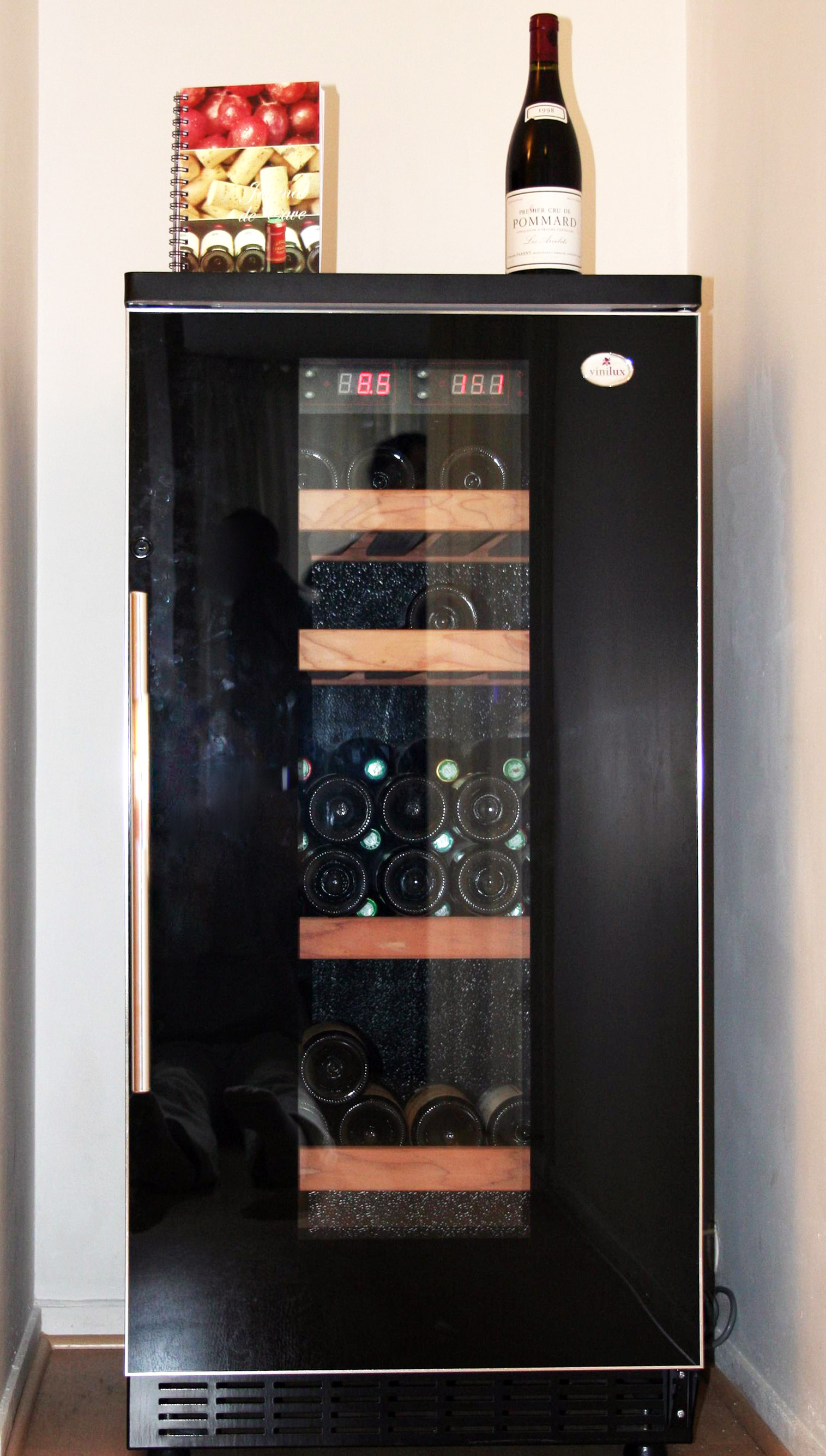
Cave à vin réfrigérée ou CVR.
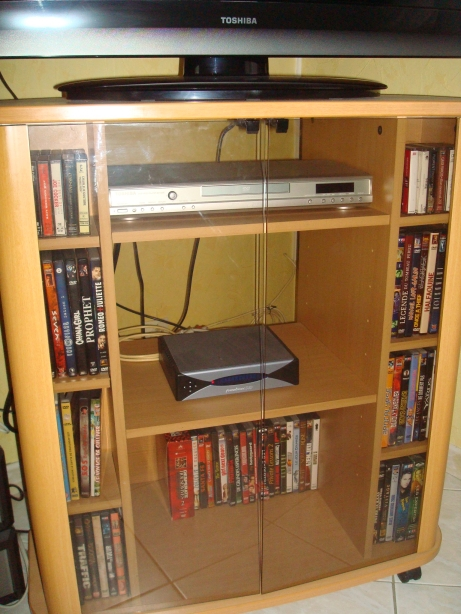
Meuble sous télé.

## Vitrine de musée
Classiquement les objets exposés dans un musée sont présentés à l'intérieur de vitrines pour les mettre à l'abri des contacts des visiteurs.

## Vitrine didactique
Une vitrine didactique est un meuble vitré installé souvent dans les couloirs d'une école ou université pour présenter des objets intéressants, Elle se distingue de la vitrine de musée par une utilisation pour l'enseignement. Par exemple une classe peut être invitée à observer les objets exposés qui sont ensuite l'objet d'un contrôle par exemple des échantillons géologiques. Les vitrines didactiques peuvent également être interactives, notamment en sciences physiques. Dans ce cas, elles contiennent des montages d'optique (il faut alors observer à travers un orifice marqué sur la vitre) ou d'électricité avec un bouton permettant d'activer la mise en route du circuit électrique. Une vitrine didactique doit évidemment être renouvelée  fréquemment.